# Natriumnaftalenide
Natriumnaftalenide, ook bekend onder de namen natriumnaftalide of natriumnaftide, is een oplosbare één-elektronreductor die zowel in de organische-, de organometaal- als de anorganische chemie wordt toegepast.

## Synthese
Natriumnaftalenide wordt bereid door metallisch natrium in een polair oplosmiddel, zoals THF of DME, te roeren in aanwezigheid van naftaleen. Er ontstaat daarbij een donkergroene oplossing. De oplossing kan niet bewaard worden, en ook opslaan als vaste stof is niet mogelijk. Natriumnaftalenide moet direct voor gebruik ter plaatse (in situ) bereid worden.